# Reinhold Brehm

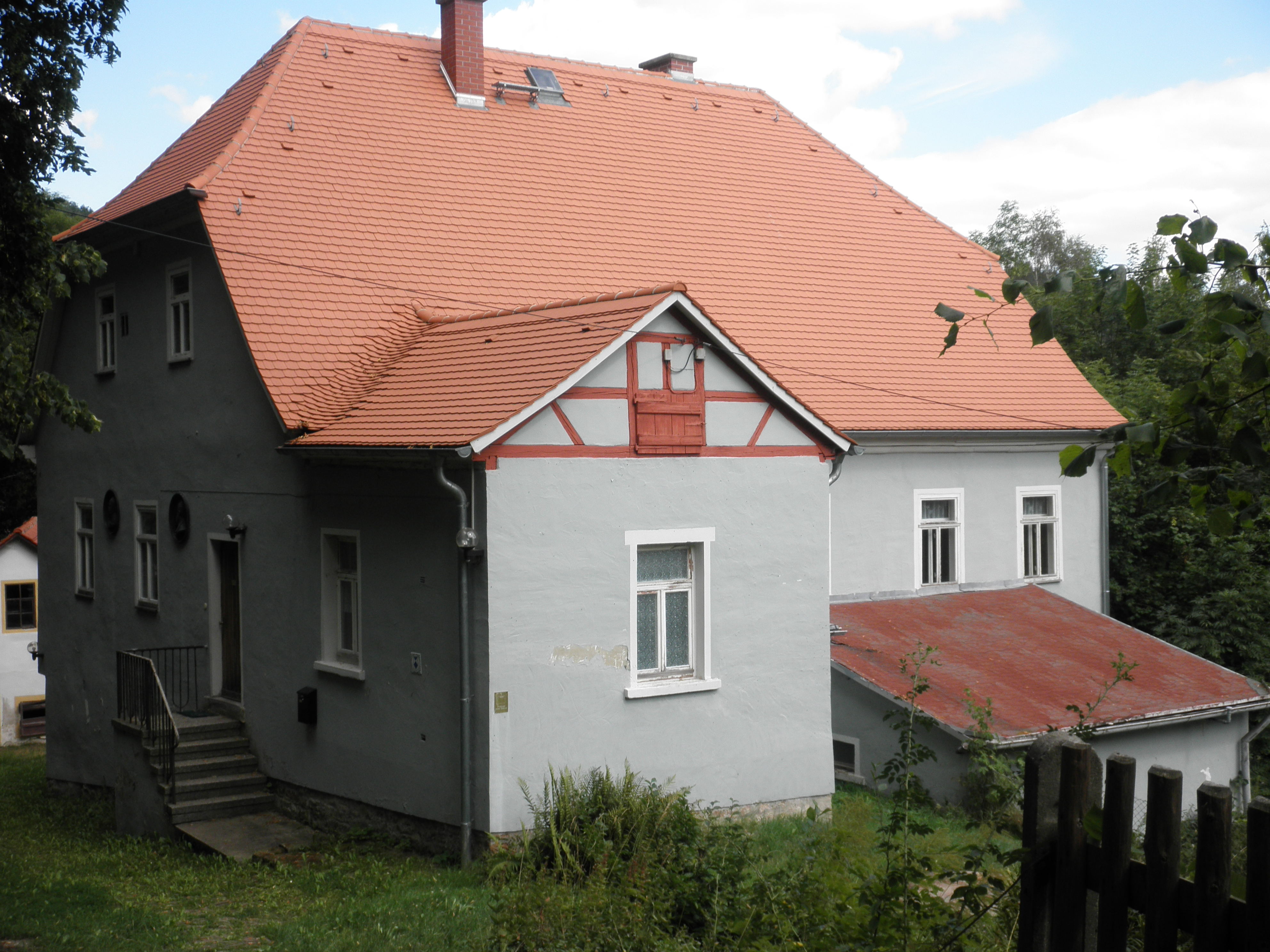
Reinhold Brehms Geburtsort, das Pfarrhaus in Renthendorf

Reinhold Bernhard Brehm (auch Reinaldo Brehm; * 9. November 1830 in Renthendorf; † 19. März 1891 in Barcelona) war ein deutscher Arzt, Naturforscher, Ornithologe und Schriftsteller.

## Leben
Reinhold Brehm war ein Sohn des Pfarrers und Ornithologen Christian Ludwig Brehm und dessen zweiter Ehefrau Bertha (geb. Reiz). Der Zoologe und Schriftsteller Alfred Edmund Brehm war sein älterer Bruder.
Reinhold Brehm studierte an der Universität in Jena Medizin, war aktiv beim Corps Saxonia Jena, einer pflichtschlagenden und farbentragenden Studentenverbindung. Er unternahm nach Abschluss seines Studiums und der Promotion 1855 in Jena zum Dr. med. mit seinem Bruder Alfred, dem befreundeten Arzt und Entomologen Theodor Apetz sowie einigen weiteren Freunden im Jahr 1856 eine zweijährige Spanienreise. Zur Deckung der Reisekosten hatten die Brehms Aktien verkauft, deren Inhaber das Recht hatten, sich an der Jagdbeute zu beteiligen. Die Reise führte bis ins südspanische Andalusien. Eine längere Zeit hielt sich die Gruppe auch in Grenada auf. Während der Rest der Reisegruppe nach eineinhalb Jahren mit einer großen Vogelsammlung nach Deutschland zurückkehrte, entschied sich Brehm, in Spanien zu bleiben. Er hatte sich in Land und Leute, aber vor allem in die junge Spanierin Maria de las Angustias Lauren verliebt und sich entschieden, mit dieser eine Familie zu gründen.
Brehm ließ sich als Arzt in Murcia und später in Madrid nieder, wo er neben seiner Tätigkeit als Kaiserlich-Deutscher Gesandtschaftsarzt auch als Zoologe, insbesondere als Ornithologe, tätig war und in der Umgebung von Madrid die spanische Vogelwelt erforschte. Seine Beobachtungen und Entdeckungen teilte er in regelmäßigen Abständen seinem Vater mit. Brehm entdeckte und beschrieb erstmals zahlreiche spanische Vogelarten, die er nach der Entdeckung mit ersten Beschreibungen an seinen Vater nach Renthendorf sandte. Seine bedeutendste Entdeckung war der Iberienadler Aquila adalbaerti C.L. Brehm 1861, den sein Vater 1861 kurz beschrieb und nach Adalbert Wilhelm von Bayern benannte.
Im Jahre 1889 zog er nach dem Tod seines Sohnes Alfonso († 1888) mit seiner Familie – er hatte zu dieser Zeit noch drei Töchter, Maria de la Gloria, Isabella und Irene – von Madrid nach Barcelona, wo er in seinen beiden letzten Lebensjahren noch schriftstellerisch tätig war.
Brehm gilt als Wegbereiter der spanischen Ornithologie. Am 13. Februar 1858 wurde er mit dem akademischen Beinamen Hispanus  als Mitglied (Matrikel-Nr. 1856) in die Deutsche Akademie der Naturforscher Leopoldina aufgenommen.
Brehm wurde in Barcelona auf dem Friedhof Montjuïc bestattet.
Seine Verdienste um die Wissenschaft blieben in der Brehm-Gedenkstätte bisher weitgehend unberücksichtigt.

## Schriften
- Einiges über das Pflegeelternwesen der Vögel. In: Allgemeine deutsche Naturhistorische Zeitung, Neue Folge, 1, 1855, S. 404–407 Digitalisat
- mit Ludwig Brehm und Alfred Brehm: Die Geieradler und ihr Leben. Ein Beitrag zur genaueren Kenntnis der edelsten Räuber des Hochgebirges. In: Mittheilungen aus der Werkstätte der Natur, I, 1858, S. 32–41 Digitalisat, S. 61–66 Digitalisat
- Ein Ausflug in die baskischen Provinzen und ein kurzer Aufenthalt in der Sierra de Guadarrama..., nebst einer kurzen Beschreibung der kleinen Adler [von C.L. Brehm]. In: Bericht über die XIII. Versammlung der Deutschen Ornithologischen-Gesellschaft zu Stuttgart vom 17.–20. September 1860. C. Hoffmann, Stuttgart 1861, S. 95–104
- mit Theodor Friedrich Zimmermann (Vorwort von Alfred Brehm): Bilder und Skizzen, aus dem zoologischen Garten in Hamburg, Lührsen, Hamburg 1865 Digitalisat
- Der Montserrat und die Teufelsbrücke in Catalonien. In: Westermann’s Jahrbuch der Illustrirten Deutschen Monatshefte. Ein Familienbuch für das gesammte geistige Leben der Gegenwart. 16, Braunschweig 1864, S. 180–185 Digitalisat
- Das Inka-Reich. Beiträge zur Staats- und Sittengeschichte des Kaiserthums Tahuantinsuyu. F. Mauke’s Verlag (A. Schenk), Jena 1885. Digitalisat